# Gare du Coteau
La gare du Coteau est une gare ferroviaire française des lignes de Moret - Veneux-les-Sablons à Lyon-Perrache, du Coteau à Saint-Germain-au-Mont-d'Or et du Coteau à Montchanin, située sur le territoire de la commune du Coteau, dans le département de la Loire, en région Auvergne-Rhône-Alpes.
Elle est mise en service en 1833, comme gare terminus de la troisième ligne de chemin de fer construite en France, puis elle devient une gare de passage en 1858. C'est une gare voyageurs de la Société nationale des chemins de fer français (SNCF) du réseau TER Auvergne-Rhône-Alpes, desservie par des trains express régionaux.

## Situation ferroviaire
Établie à 279 mètres d'altitude, la gare du Coteau est une gare de bifurcation, située au point kilométrique (PK) 423,117 de la ligne de Moret - Veneux-les-Sablons à Lyon-Perrache. Elle est également l'origine au PK 423,117 de la ligne du Coteau à Saint-Germain-au-Mont-d'Or et au PK 0,000 de la ligne du Coteau à Montchanin, fermée à tout trafic entre Le Coteau et Paray-le-Monial, avant la gare de Vougy.

## Histoire

### Première gare (1833-1857)

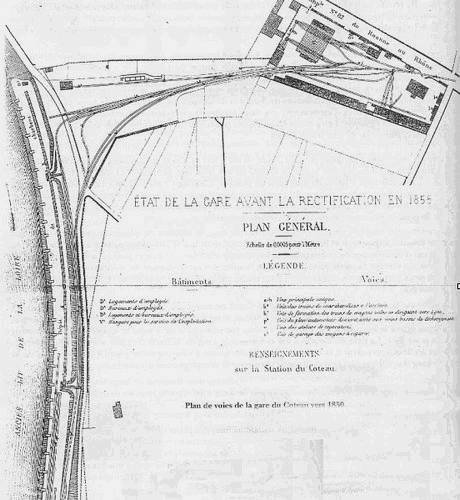
Plan de la gare d'origine en impasse.

La gare du Coteau est le terminus de la troisième ligne de chemin de fer construite en France. Cette ligne, d'Andrézieux au Coteau,  dite aussi ligne d'Andrézieux à Roanne (Le Coteau), est construite par la Compagnie du chemin de fer de la Loire. La gare est opérationnelle dès février 1833 et les circulations sur l'ensemble de la ligne débutent le 15 mars de cette même année. La gare, située parallèlement à la route de Lyon, dispose d'ateliers et de dépendances. La voie rejoint ensuite un ancien bras de la Loire où des installations sont aménagées pour le transfert du charbon. 

### Deuxième gare (depuis 1857)

#### Gare terminus
En 1855, des travaux importants débutent sur la ligne pour améliorer son profil, notamment en modifiant son tracé y compris dans la gare du Coteau. Le chantier va durer deux ans. La réception de la ligne a lieu le 14 novembre et le 20 novembre 1857 la ligne rénovée est mise en service. La gare terminus du Coteau a été modifiée ; son ancien bâtiment voyageurs, situé le long de voies de service, est remplacé par l'ancien bâtiment d'habitation de la gare, le long des nouvelles voies principales.

### Gare de passage et de bifurcation
La gare du Coteau devient une gare de passage le 3 novembre 1858, lors de l'ouverture au service du pont ferroviaire de Roanne sur la Loire.
Le bâtiment d'origine de la gare terminus, devenu inutile, est détruit vers 1875. Les matériaux récupérés permettent la construction d'une maison, « au bas du bourg du Perreux » utilisée comme gendarmerie au début des années 1920.
La section de ligne du Coteau à Paray-le-Monial est mise en service le 1er juin 1882.
En 1911, la gare figure dans la nomenclature des gares du PLM. C'est une gare ouverte au service complet de la Grande Vitesse et de la Petite Vitesse. Elle peut expédier et recevoir des dépêches privées. Elle est située sur la sixième section, de la ligne de Roanne à Montchanin, sur la troisième section de la ligne de Saint-Germain-des-Fossés à Lyon, par Tarare et sur la sixième section de la ligne de Roanne à Lyon, par Saint-Étienne.

La gare au début des années 1900
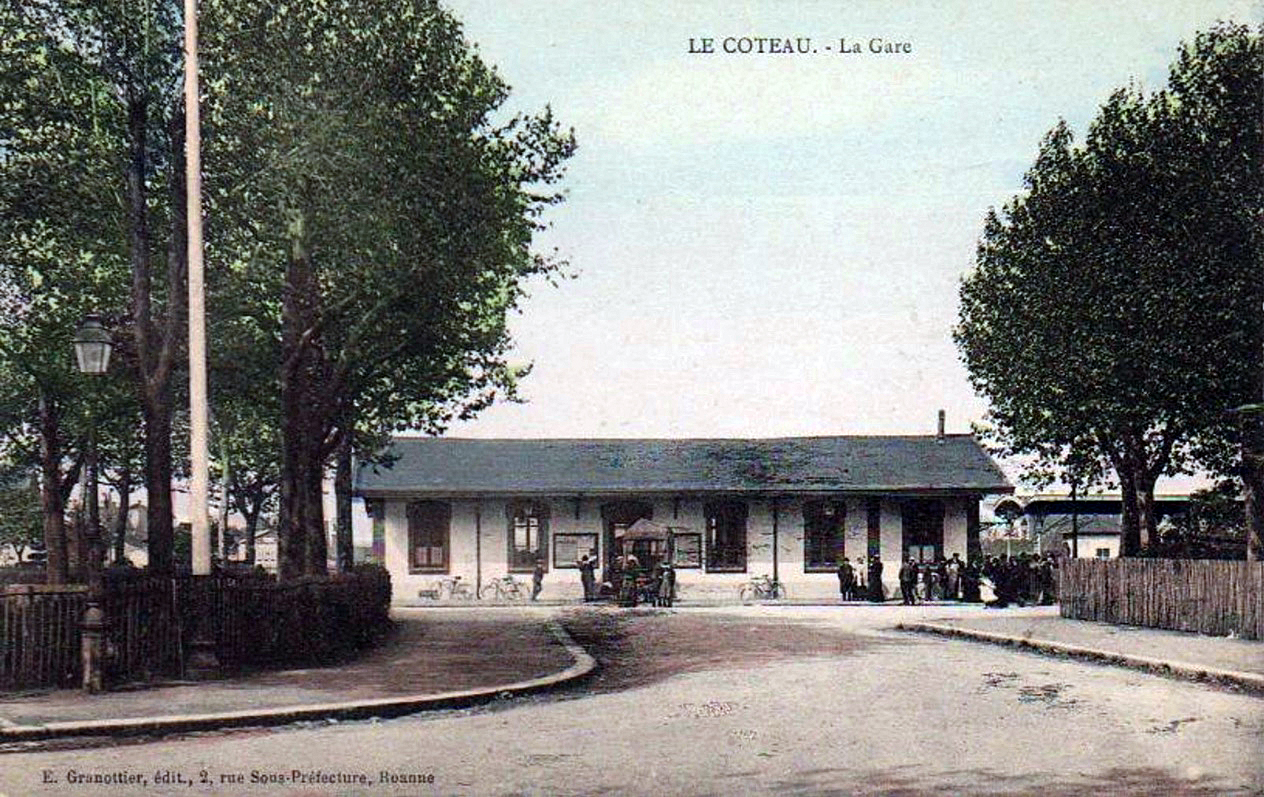
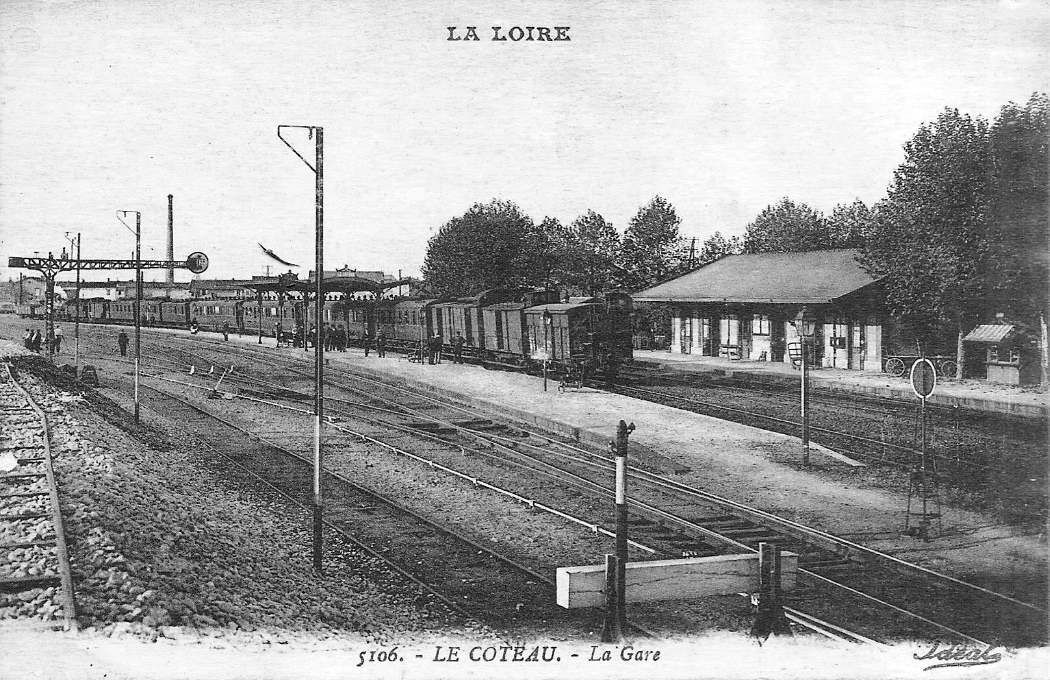

La section du Coteau à Paray-le-Monial est fermée au service des voyageurs le 20 mai 1940. La fermeture du trafic marchandises entre le Coteau et Pouilly-sous-Charlieu, intervient en mai 2005.
En février 2019, le guichet de la gare est fermé. Son équipement se limite à un validateur et un distributeur de titres de transport régionaux. Un composteur était également présent, jusqu’à leur retrait. 
En 2023, selon les estimations de la SNCF, la fréquentation annuelle de la gare est de 100 209 voyageurs.

## Service des  voyageurs

### Accueil
La gare est un point d'arrêt non géré (PANG) à accès libre. Elle est équipée d'automates pour l'achat des titres de transport.

Bâtiment voyageurs et entrée de la gare
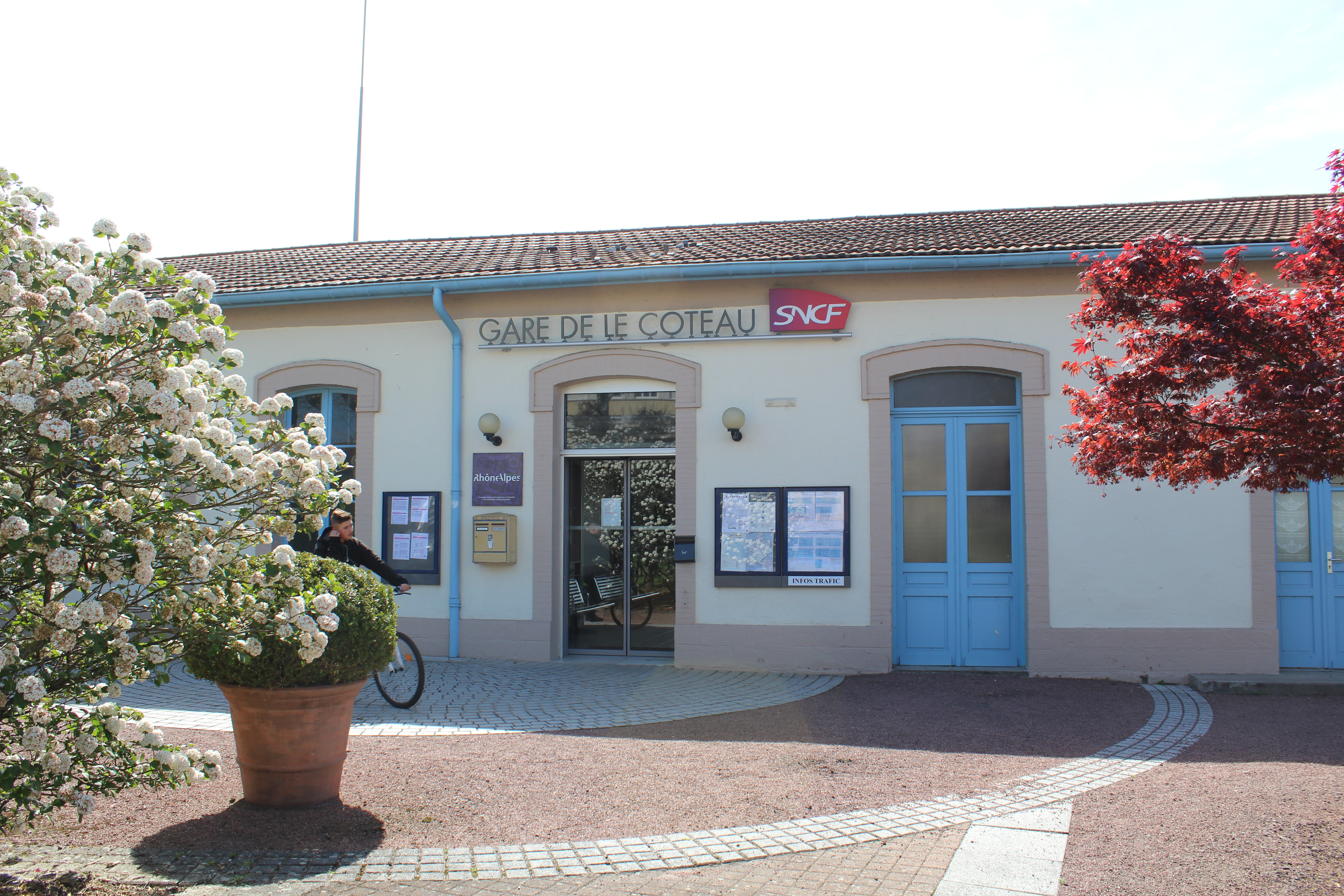
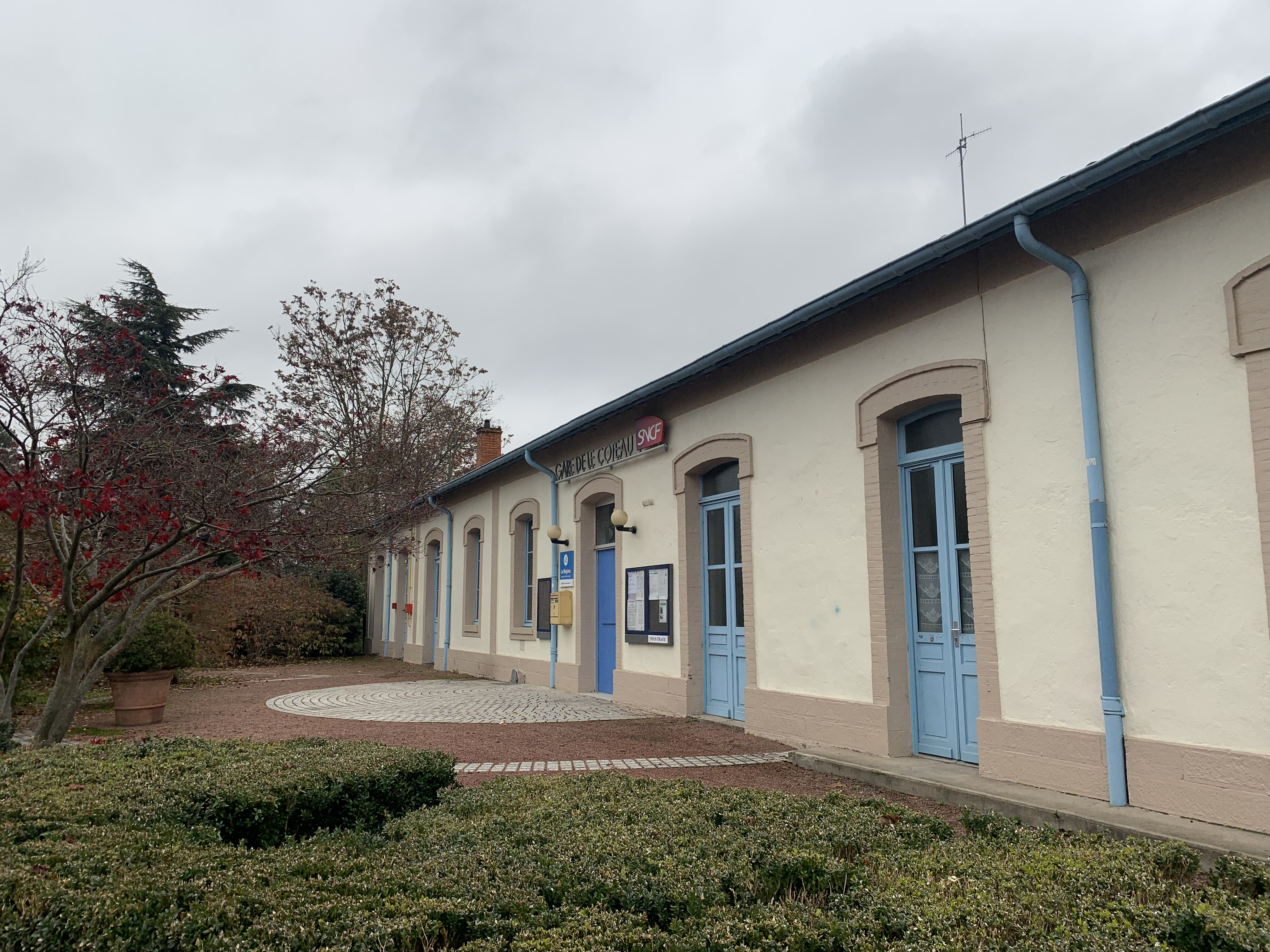
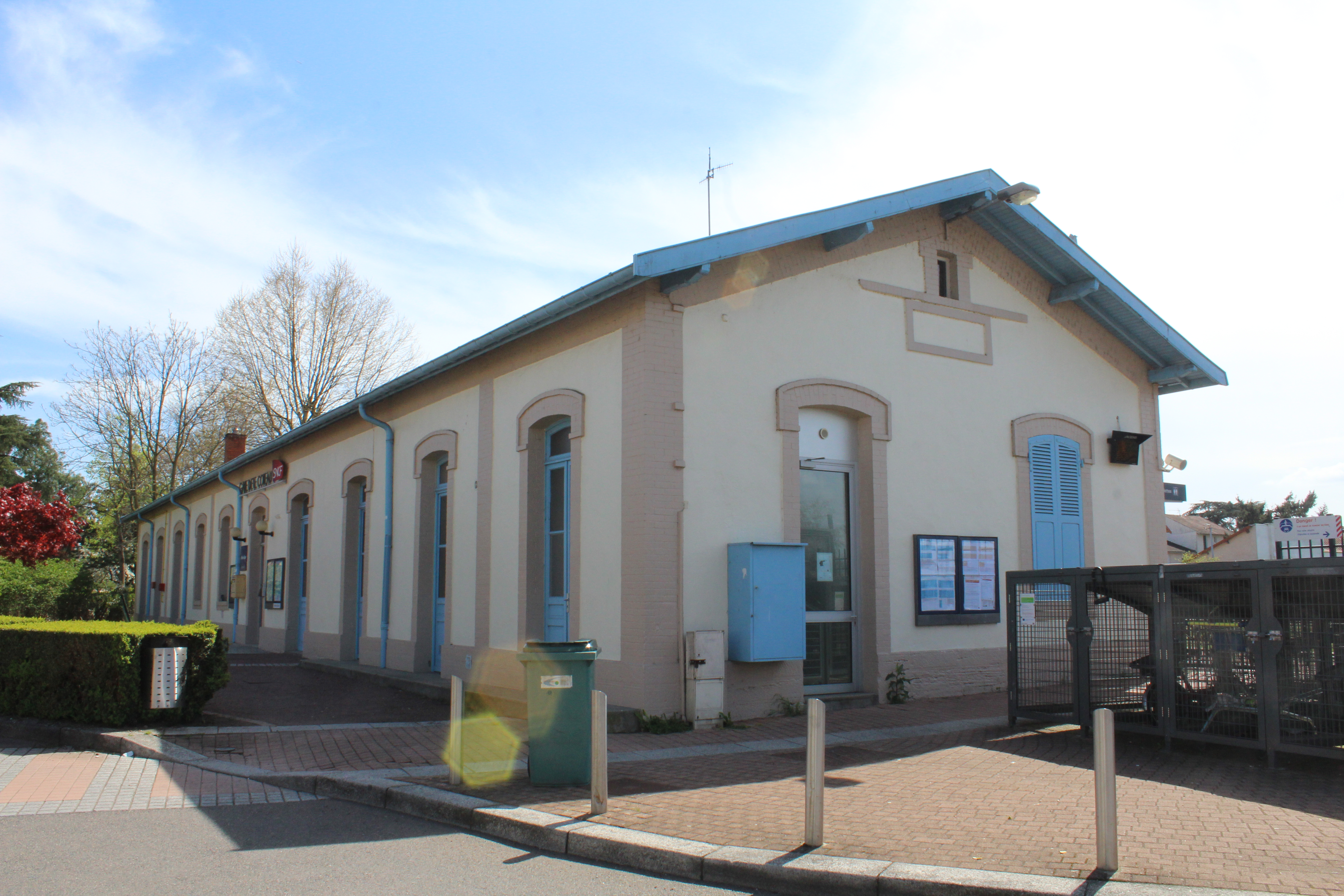

### Desserte
Depuis le 9 décembre 2007, la gare a une desserte cadencée comme l'ensemble du réseau TER Auvergne-Rhône-Alpes vers les gares de Saint-Étienne-Châteaucreux
, de Lyon-Part-Dieu, de Lyon-Perrache, de Roanne et du Creusot TGV (autocar TER).

### Intermodalité
Un parc pour les vélos et un parking pour les véhicules y sont aménagés. La gare est desservie par les lignes de bus du réseau STAR : ligne City 1, ligne Péry 11 et ligne Fléxy (zone ZAC/ZI Le Coteau - Perreux) Parigny - EHPAD Perreux. Elle est aussi desservie par la ligne L20 du réseau Cars Région Loire.

## Patrimoine ferroviaire
L'actuel bâtiment voyageurs, construit pour être un logement de cheminots lors de la construction de la gare d'origine ouverte en 1833, constitue un élément du patrimoine ferroviaire.